# Milanostång
Milanostång eller milanopinne är en medelstor småkaka av mördeg med en fyllning av mandelmassa. I likhet med den finska pinnen dekoreras den vanligen med pärlsocker och hackad mandel. Milanostången fanns med i Sju sorters kakor redan i början av 1950-talet, men försvann i den stora kakrevideringen i 1965 års upplaga. Sedan 1975 är den ett stående recept.